# Ingeborg Grunewald
Ingeborg Grunewald (* 16. Oktober 1919 in Dresden; † 2000) war eine deutsche Schauspielerin, Synchronsprecherin und Synchronregisseurin. Sie wurde vor allem als deutsche Stimme von Greta Garbo bekannt.

## Leben und Karriere
Ingeborg Grunewald kam in Dresden als Tochter eines Architekten zur Welt. Sie studierte Theaterwissenschaft in München und Heidelberg und besuchte außerdem eine Dolmetscher-Schule in England. Zudem nahm sie Schauspielunterricht. Ihr Theaterdebüt gab die gebürtige Sächsin während des Zweiten Weltkrieges in München, wo sie am alten Residenz- und am Prinzregententheater auftrat. Danach ging sie in ihre Heimatstadt Dresden und nach Reichenberg im Reichsgau Sudetenland. Nach dem Krieg spielte sie in Hamburg, Braunschweig und Hannover.
1948 nahm sie an einem Probesprechen teil: Die Filmfirma MGM hatte vor, etliche alte Garbo-Filme neu synchronisieren lassen, da die alten deutschen Fassungen größtenteils verloren waren. Die kurz zuvor durchgeführte Synchronisation von Die Frau mit den zwei Gesichtern mit Eva Vaitl hatte man als unbefriedigend empfunden. Daher suchte man nun nach einer neuen Stimme für die „Göttliche“. Grunewald sollte eigentlich für die Rolle der Großherzogin in Ninotschka vorsprechen, doch dann wurde ihr die Synchronisation der Titelrolle übertragen, da ihre dunkle Stimme stark an die Garbo erinnerte. In der Folgezeit wurde Grunewald nicht nur zur Stammsprecherin der schwedischen Aktrice, sondern avancierte zu einer gefragten Synchronschauspielerin. Neben der Garbo lieh sie mehrfach Katharine Hepburn (u. a. Ehekrieg, Der Regenmacher), Bette Davis (Was geschah wirklich mit Baby Jane?, Der schwarze Kreis) und Edwige Feuillère (Der Doppeladler, Solange ich lebe) ihre markante Stimme. Des Weiteren sprach sie für Marlene Dietrich (Die rote Lola), Ingrid Bergman (Sklavin des Herzens), Maureen O’Hara und Jo Van Fleet.
Ingeborg Grunewald war später vornehmlich als Dialogautorin und Synchronregisseurin tätig, darunter bei Fahrraddiebe, Leoparden küsst man nicht, Das verlorene Wochenende, bei der Fernsehserie Bonanza sowie der Kinderserie Nils Holgersson. Für die Übernahme großer Synchronrollen blieb schließlich kaum noch Zeit. Von 1965 bis 1987 war sie Produzentin für die Magnetfilm.

## Synchronrollen (Auswahl)
| Synchronjahr | Filmtitel                           | Rolle                   | Darsteller        | Erscheinungsjahr |
| ------------ | ----------------------------------- | ----------------------- | ----------------- | ---------------- |
| 1948         | Ninotschka                          | Ninotschka              | Greta Garbo       | 1939             |
| 1949         | Der Doppeladler                     | Königin                 | Edwige Feuillère  | 1948             |
| 1950         | Maria Walewska                      | Maria Walewska          | Greta Garbo       | 1937             |
| 1950         | Sklavin des Herzens                 | Lady Henrietta Flusky   | Ingrid Bergman    | 1949             |
| 1950         | Die rote Lola                       | Charlotte Inwood        | Marlene Dietrich  | 1950             |
| 1951         | Die Kameliendame                    | Marguerite              | Greta Garbo       | 1936             |
| 1951         | Königin Christine                   | Christine               | Greta Garbo       | 1933             |
| 1951         | Mata Hari                           | Mata Hari               | Greta Garbo       | 1931             |
| 1952         | Ehekrieg                            | Amanda Bonner           | Katharine Hepburn | 1949             |
| 1952         | Die Reise ins Ungewisse             | Monica Teasdale         | Marlene Dietrich  | 1951             |
| 1953         | Anna Karenina                       | Anna Karenina           | Greta Garbo       | 1935             |
| 1954         | Menschen im Hotel                   | Grusinskaya             | Greta Garbo       | 1932             |
| 1955         | Endlos ist die Prärie               | Lutie Cameron           | Katharine Hepburn | 1947             |
| 1955         | Traum meines Lebens                 | Jeanne Star             | Katharine Hepburn | 1955             |
| 1957         | Der Regenmacher                     | Lizzie Curry            | Katharine Hepburn | 1956             |
| 1963         | Was geschah wirklich mit Baby Jane? | 'Baby' Jane Hudson      | Bette Davis       | 1962             |
| 1964         | Der schwarze Kreis                  | Edith Phillips/Margaret | Bette Davis       | 1964             |
| 1966         | War es wirklich Mord?               | Kindermädchen           | Bette Davis       | 1965             |